# نابليون ماكالوم
نابليون ماكالوم (بالإنجليزية: Napoleon McCallum)‏ هو لاعب كرة قدم أمريكية أمريكي، ولد في 6 أكتوبر 1963 في جفرسون سيتي في الولايات المتحدة.

## وصلات خارجية
- نابليون ماكالوم على موقع مرجع كرة القدم المحترفة.كوم (الإنجليزية)
- نابليون ماكالوم على موقع IMDb (الإنجليزية)